# Mikuláš VIII. Pálffy z Erdődu
Hrabě Mikuláš VIII. Pálffy z Erdődu (maďarsky gróf VIII. Pálffy de Erdőd Miklós, německy Graf Nikolaus Pálffy von Erdőd; 4. září 1710 Vídeň – 6. února 1773 tamtéž) byl uherský šlechtic z rodu Pálffyů. Zastával úřady dvorského kancléře a nejvyššího zemského sudího v Uhrách a byl nositelem Řádu zlatého rouna.

## Život

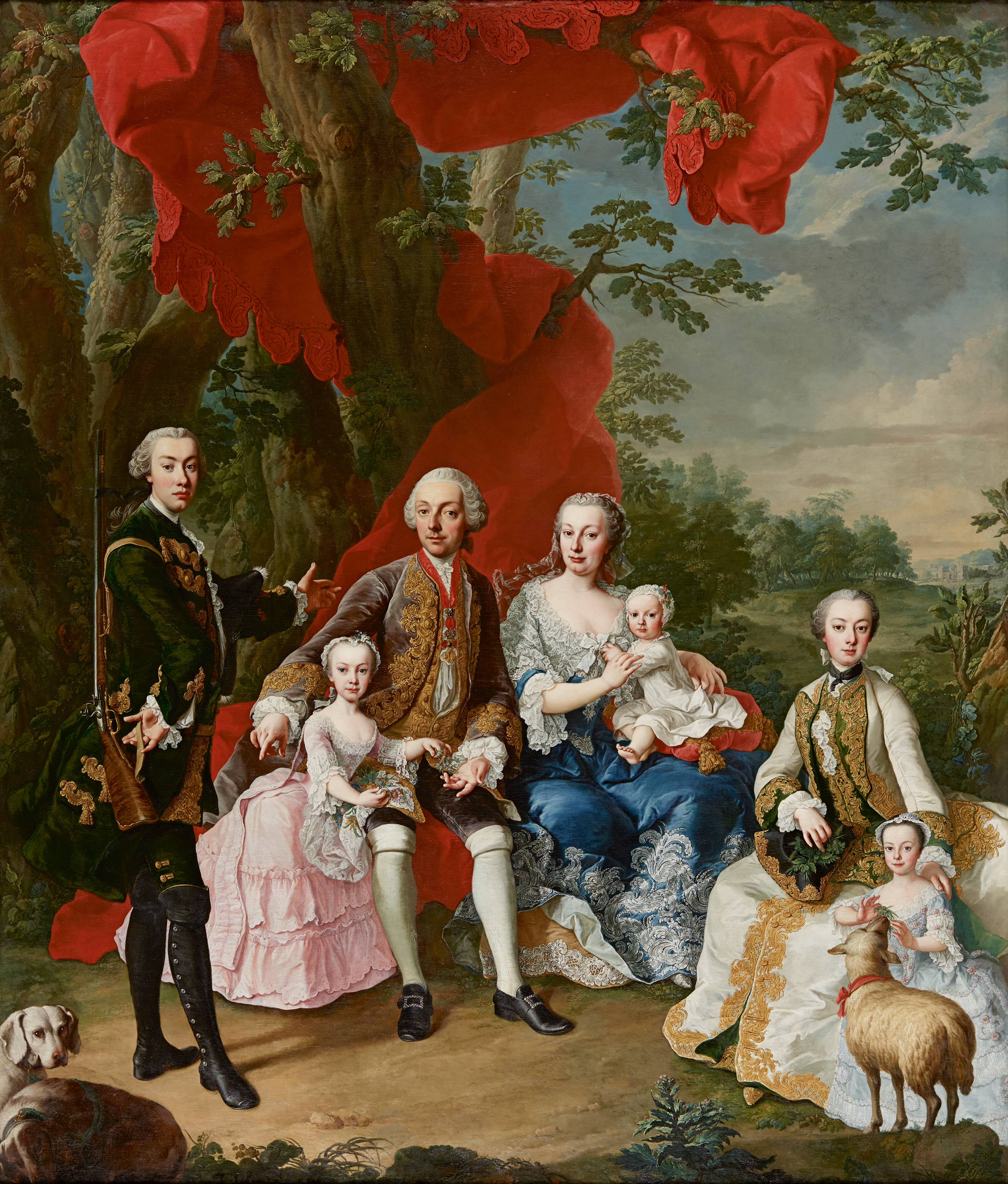
Mikuláš VIII. Pálffy z Erdődu s manželkou a dětmi, v loveckém oblečení je nejstarší syn Karel Jeroným Pálffy z Erdődu, obraz Martina van Meytense (Galerie Belvedere)

Mikuláš Pálffy se narodil jako syn plukovníka Leopolda I. Pálffyho z Erdődu (14. prosince 1681 – 27. března 1720) ze starší hlavní linie rodu Pálffyů a jeho manželky hraběnky Marie Antonie Raduitové ze Souches (13. ledna 1683 – 18. srpna 1750). Měl dva bratry Rudolfa Josefa a Leopolda, kteří oba sloužli v císařské armádě.
V roce 1732 zdědil panství Marchegg po svém dědovi, dále vlastnil v Horních Uhrách panství Malacky a Plavecký hrad. Když v roce 1751 zemřel jeho strýc, palatin Jan Bernard Pálffy z Erdődu, zdědil po něm úřad župana Prešpurské župy.
V roce 1745 se hrabě stal tajným radou, 14. března 1758 uherským dvorním kancléřem a 13. listopadu 1759  mu císař František I. Štěpán udělil Řád zlatého rouna (č. 751). Mikuláš pak císaře hostil na svém loveckém zámku Marchegg na lovu.
V letech 1751 až 1756 pro něj v Prešpurku pracoval malíř Johann Christian Brand. 
Uhry v té době zažívaly velmi neklidné období. Zemský sněm v roce 1764 zamítl plány Marie Terezie a po smrti palatina Ludvíka Arnošta Batthyányho nebyl jmenován nový. Kromě toho byly malé příjmy z daní a administrativa byla nedostatečná. V dubnu 1765 rezignoval nejvyšší zemský sudí (Judex curiae) Josef z Illésházy a Marie Terezie jeho nástupcem jmenovala svého důvěrníka, dvorního kancléře hraběte Mikuláše Pálffyho. Dne 22. srpna 1767 hrabě obdržel velkokříž řádu svatého Štěpána.

### Manželství a rodina
Dne 12. ledna 1733 se Mikuláš Pálffy oženil s hraběnkou Marií Annou Sidonií z Althannu (11. května 1715 - † 4. října 1790), dcerou diplomata Jana Michaela z Althannu (1679–1722). Pár měl několik dětí:
- Marie Antonie Josefa Johana (22. listopadu 1733 – 8. března 1806) ⚭ markýz František de Los Rios († 19. června 1772), polní maršál-poručík
- Karel (IV.) Josef Jeroným (1. října 1735 – 28. května 1816), kníže Pálffy z Erdődu ⚭ 1763 princezna Marie Terezie Anna z Lichtenštejna (1. září 1741 – 30. června 1766)
- Marie Anna Josefa Františka de Paula (28. prosince 1747 – 3. června 1799 / 8. března 1806) ⚭ 1771 hrabě Jan Esterházy z Galanty (6. června 1748 – 25. února 1800)
- Terezie Josefa Kristýna Františka de Paula (25. května 1749 – 31. května 1749)
- Josefa Františka de Paula Sabina Johana (28. října 1750 – 14. června 1753)
- Pavel (VII.) Jan Josef František (10. března 1752 – 25. března 1752)
- Františka Serafína Marie Johana Josefa Františka de Paula (23. října 1753 – 2. července 1778) ⚭ 1777 princ Ludvík z Batthyány-Strattmann (11. ledna 1753 – 15. července 1806)
- Marie Terezie Johana Josefa Františka de Paula Marie Anna (12. ledna 1760 – 3. května 1833) ⚭ 1777 hrabě Štěpán Zichy z Vásonkeő (14. července 1757 – 30. června 1841), syn Štěpán Zichy, politik